# Que le meilleur gagne (film)
Pour plus de détails, voir Fiche technique et Distribution.
Que le meilleur gagne ou Spécialité : Crises au Québec (Our Brand Is Crisis) est un film américain réalisé par David Gordon Green, sorti en 2015.

## Synopsis
Un candidat à la présidence de la Bolivie, à la cote de popularité en chute libre lors des élections générales boliviennes de 2002, fait appel à Jane "Calamity" Bodine (une spin doctor). En pleine retraite forcée à la suite d'un scandale, Jane se voit offrir la chance de battre son plus grand adversaire, Pat Candy, manager du candidat d'opposition.

## Fiche technique
- Titre : Que le meilleur gagne
- Titre québécois : Spécialité : Crises
- Titre original : Our Brand Is Crisis
- Réalisation : David Gordon Green
- Scénario : Peter Straughan d'après le documentaire Our Brand Is Crisis de Rachel Boynton
- Photographie : Tim Orr
- Montage : Colin Patton
- Genre : Comédie dramatique
- Durée : 126 minutes
- Dates de sortie : 
  - États-Unis : 30 octobre 2015
  - France : Directement en VOD

## Distribution
- Sandra Bullock (VF : Françoise Cadol ; VQ : Hélène Mondoux) : Jane
- Billy Bob Thornton (VF : Frédéric van den Driessche ; VQ : Éric Gaudry) : Pat Candy
- Anthony Mackie (VF : Alex Fondja ; VQ : Benoit Éthier) : Ben Sawyer
- Joaquim de Almeida (VF : Patrick Bonnel) : Pedro Castillo
- Ann Dowd (VF : Françoise Vallon ; VQ : Élise Bertrand) : Nell Talby
- Dominic Flores (VF : Pierre Forest ; VQ : Tristan Harvey) : Hugo
- Zoe Kazan (VF : Juliette Allain ; VQ : Eloisa Cervantes) : LeBlanc
- Scott McNairy (VF : Arnaud Bedouët ; VQ : Claude Gagnon) : Richard Buckley
- Reynaldo Pacheco (VF : Antonin Icovic ; VQ : Gabriel Lessard) : Eddie

 Source et légende : version française (VF) sur RS Doublage ; version québécoise (VQ) sur Doublage.qc.ca